# Maria Cześnin-Straszewicz
Maria Cześnin-Straszewicz z domu Śmigielska pseud. Marzena (ur. 30 stycznia 1930, zm. 15 grudnia 2020) – polska dziennikarka, w czasie II wojny światowej działaczka konspiracji niepodległościowej oraz uczestniczka powstania warszawskiego.

## Życiorys
Urodziła się w Warszawie jako córka Jana i Antoniny z domu Juckiewicz. Przed wojną uczęszczała do Prywatnej Żeńskiej Szkoły im. Cecylii Plater-Zyberkówny w Warszawie, gdzie w czasie okupacji niemieckie niemieckiej kontynuowała naukę w ramach tajnych kompletów. Od 1941 należała do konspiracji niepodległościowej w ramach Szarych Szeregów jako harcerka żeńskiej DH im. Królowej Jadwigi przy szkole Cecylii Plater-Zyberkówny. Po wybuchu powstania warszawskiego jako ochotniczka wstąpiła do 3. kompania "Szare Szeregi” – batalionu „Kiliński” AK i jako sanitariuszka brała udział w działaniach powstańczych na terenie Śródmieścia Północnego. Warszawę opuściła wraz z ludnością cywilną. 
Po wojnie była dziennikarką i wieloletnią redaktorką naczelną tygodnika "Służba Zdrowia".

## Wybrane odznaczenia
- Krzyż Oficerski Orderu Odrodzenia Polski[1][2],
- Krzyż Kawalerski Orderu Odrodzenia Polski[1][2],
- Krzyż Armii Krajowej[1][2],
- Warszawski Krzyż Powstańczy[1][2],
- Medal za Warszawę 1939–1945[2],
- Medal „Pro Patria”[2],
- Odznaka „Weteran Walk o Wolność i Niepodległość Ojczyzny”[2],
- Odznaka pamiątkowa Akcji „Burza”[2]